# Czarna Góra (Bukowina Tatrzańska)

Kirche

Czarna Góra (slowakisch Čierna Hora, ungarisch Csarnagura, ab 1899 Feketebérc; deutsch Schwarzberg) ist eine Ortschaft mit einem Schulzenamt der Gemeinde Bukowina Tatrzańska im Powiat Tatrzański der Woiwodschaft Kleinpolen in Polen.

## Geographie
Der Ort liegt am rechten Ufer des Flusses Białka.

Karte der Polnischen Zips

## Geschichte
Czarna Góra ist eines der vierzehn Dörfer in der Polnischen Zips.
Der Ort entstand aus Rodungsinseln und wurde im späteren 16. Jahrhundert von fünf Schäferfamilien besiedelt. Im frühen 17. Jahrhundert wurde er nach Walachischem Recht von der Familie Horváth-Palocsay gegründet. Im 19. Jahrhundert wurde Slowakisch die Sprache der Kirche und der Schule, aber die lokalen Goralen sprachen Goralisch, einen polnischstämmigen Dialekt, der in den ungarischen Volkszählungen im Gegensatz zu den goralischen Dörfern der Arwa immer als Slowakisch betrachtet wurde. Später wurde eine Politik der Magyarisierung betrieben.
1918, nach dem Ende des Ersten Weltkriegs und dem Zusammenbruch der k.u.k. Monarchie, wurde das Dorf Teil der neu entstandenen Tschechoslowakei. In Folge der Tschechoslowakisch-polnischen Grenzkonflikte im Zips-Gebiet wurde der Ort 1920 der Zweiten Polnischen Republik zugesprochen. Zwischen den Jahren 1920 und 1925 gehörte er zum Powiat Spisko–Orawski, ab 1. Juli 1925 zum Powiat Nowotarski. Im Jahre 1921 hatte die Gemeinde Czarnogóra 135 Häuser mit 681 Einwohnern, davon alle römisch-katholische Polen.
Von 1939 bis 1945 wurde das Dorf ein Teil des Slowakischen Staates.
Von 1975 bis 1998 gehörte Czarna Góra zur Woiwodschaft Nowy Sącz.

## Tourismus

### Wintersport
Auf dem Gemeindegebiet befinden sich die Skigebiete Grapa-Litwinka und Koziniec, die zum Skipassverband TatrySki gehören.